# Forinyák Gyula
Forinyák Gyula, teljes nevén: Forinyák Gyula Károly József (Pest, 1837. május 23. – Budapest, 1906. április 26.) császári és királyi altábornagy, titkos tanácsos, főrend.

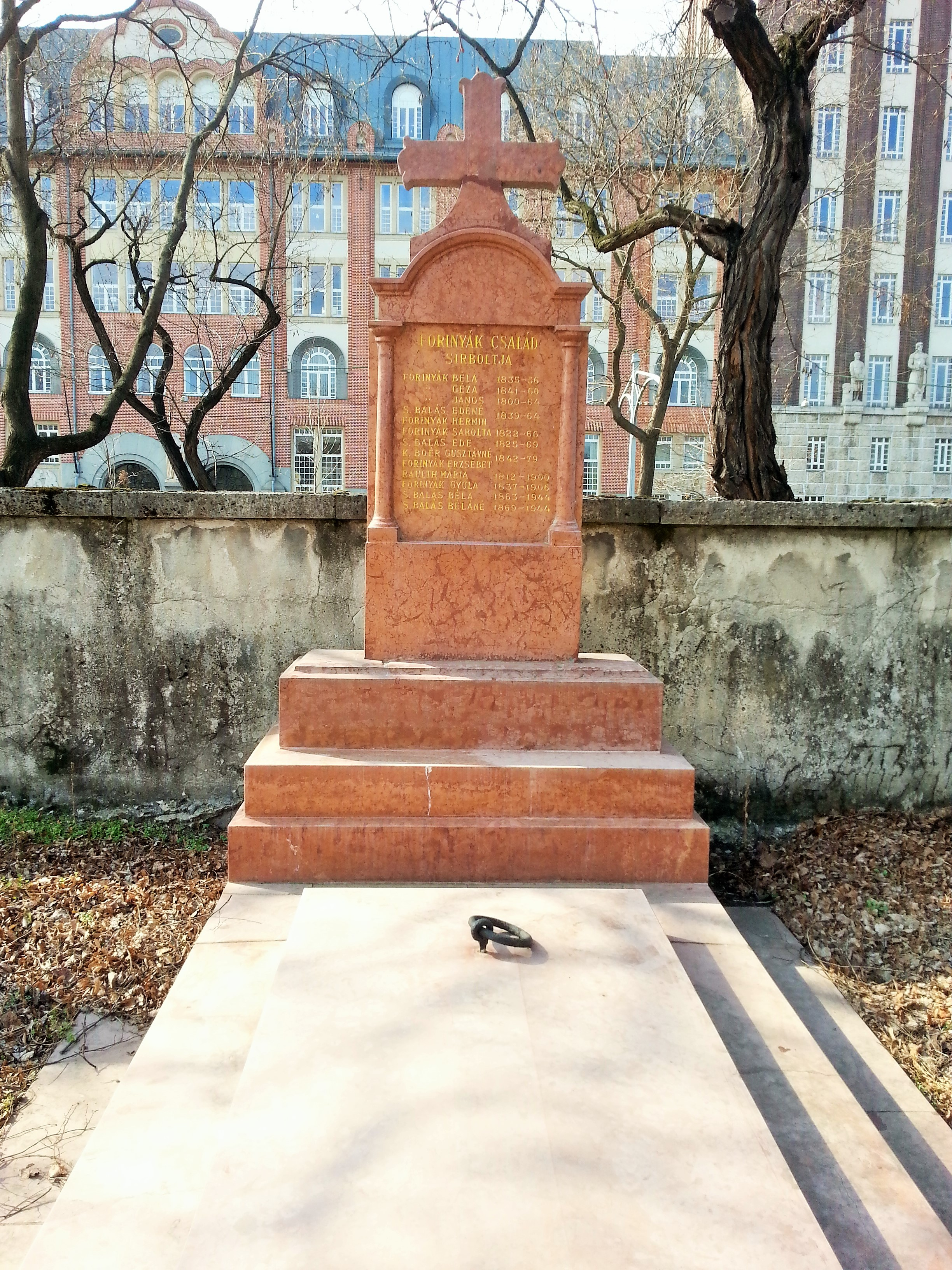
Sírja a Fiumei úti sírkertben (Bal oldali falsírboltok, B-4)

## Pályafutása
Apja, Forinyák János ügyvéd volt, anyja Turcsányi Karolin, öccse Forinyák Géza mártír joghallgató.
A gimnázium négy osztályát szülővárosában végezte; azután 1849 októberében a bécsi mérnökkari akadémiába lépett és 1855 augusztusában 2. osztályú hadnaggyá nevezték ki az I. számú Ferenc József vértes ezredhez. 1858 szeptemberében a hadi iskolába vették föl. 1859-ben 1. osztályú hadnaggyá, 1860 májusában főhadnaggyá, a következő hónapban pedig másodosztályú századossá nevezték ki és bekerült a vezérkarba. 1862-ben Olaszországból a bécsi főhadparancsnoksághoz helyezték át. 1864-ben, miután nősülésre engedélyt nem kapott, áthelyeztette magát a 8. huszárezredhez, szintén ez évben nevezték ki első osztályú századossá. Az 1866-ban a poroszok ellen folyt hadjárat alatt az északi hadsereg 2. számú gróf Westphalenről nevezett  lovasdandárjánál vezérkari tisztként küzdötte végig. A hadjárat után visszatért ezredéhez és századát átvette. 1869 július 1-jén a honvédlovassághoz helyezték át és a hadügyminisztérium I. ügyosztályába osztották be. 1870 novemberében őrnagyi kinevezést kapott és a budapesti lovasosztály parancsnoka lett. 1871 aprilisától októberig Vácon térparancsnok volt; azután ismét lovasosztály parancsnok. 1872 januártól szeptemberig a központi lovasiskola parancsnoka, 1872 szeptembertől 1875 októberig a Ludovika Akadémiának az aligazgatója volt, ahol a hadászatot tanított. 1874-ben alezredessé nevezték ki, 1877 májusig az 5. honvédkerületi parancsnokság segédtisztje. 1877. május elsején nevezik ki ezredesnek. 1882 februárig a 81., később a 79. gyalogdandár parancsnoka. 1882 novemberében a honvédelmi minisztérium I. ügyosztályának vezetőjévé nevezték ki és 1883. január 1-jén vezérőrnagyi kinevezést kapott. 1885 augusztusában helyettes, 1887 novemberében pedig a IV. pozsonyi honvédkerület parancsnoka lett altábornagyi ranggal. 1889. december 12-én József főherceg adlátusává nevezték ki, mely állásáról 1899. május elsejei nyugdíjazásával mondott le. Ezután lett a főrendiház tagja maradt egészen haláláig.
1892-ben valóságos belső titkos tanácsossá nevezték ki. 1894-ben a Lipót-rend lovagkeresztjével tüntették ki és a 86. számú gyalogezred tulajdonosává tették. 1897-ben kapta meg a Vaskorona-rend első osztályát és a porosz Vörös Sas-rend nagy keresztjét.

## Írásai
Cikkei a Ludovika Akadémia Közlönyében (1874. A lovasságnak a hadműködések alatti alkalmazásáról, Egyszerű hadászati megkerülésekről és oldalállásokról, I. Napoleon és a legujabb idők hadjárata, Az 1874. évi Alcsúth táján tartott honvédségi őszi gyakorlatokról, Első Napoleon emlékiratairól, stb.)

## Munkája
- Hadászat (Pest, 1872), mely a hazai katonai szakirodalom első magyar nyelvű kézikönyve[5]